# Милан Вушурович
Милан Вушурович (на сръбски: Милан Вушуровић) е черногорски футболист, който играе на поста крило. Състезател на Дечич Тузи.

## Кариера

### Верея
На 4 август 2018 г. Милан подписва с отбора на Верея. Прави дебюта си на 10 август при загубата с 3 – 0 като гост на Локомотив (Пловдив).

### Ботев Враца
На 1 март 2019, е обявен за ново попълнение на врачанския Ботев. Записва своя дебют на 3 март при загубата като гост на Лудогорец с 2 – 0.

## Национална кариера
На 6 септември 2013 г. дебютира за отбора на Черна гора до 19 г. при победата с 5 – 0 над Фарьорски острови до 19 г. Тогава той отбелязва първия си и единствен гол за формацията.

## Успехи
- Рига
  - Латвийска висша лига (1): 2018
  - Купа на Латвия (1): 2018
- Будучност
  - Черногорска първа лига (1): 2016/17
- Ловчен
  - Купа на Черна гора (1): 2014